# Dècada del 20
La dècada del 20 comprèn el període que va des de l'1 de gener del 20 fins al 31 de desembre del 29.

## Personatges destacats
- Tiberi, emperador romà (14-37).
- Jesús (c. 4 aC- c. 29), figura central del cristianisme.